# Мурат Фират
Мурат Фират (тур. Murat Fırat; нар. 23 вересня 1997) — турецький борець греко-римського стилю, чемпіон та дворазовий бронзовий призер чемпіонатів Європи, чемпіон та бронзовий призер Середземноморських ігор, чемпіон та бронзовий призер чемпіонатів Європи серед юніорів.

## Життєпис
Боротьбою почав займатися з 2009 року.
Виступає за спортивний клуб «Ankara Aski». Тренер — Еркан Улван (з 2009).

## Спортивні результати на міжнародних змаганнях

### Виступи на Чемпіонатах світу
| Змагання                        | Збірна    | Вагова категорія                 | Місце |
| ------------------------------- | --------- | -------------------------------- | ----- |
| Чемпіонат світу з боротьби 2021 | Туреччина | греко-римська боротьба, до 67 кг | 5     |
| Чемпіонат світу з боротьби 2022 | Туреччина | греко-римська боротьба, до 67 кг | 5     |
| Чемпіонат світу з боротьби 2023 | Туреччина | греко-римська боротьба, до 67 кг | 20    |

### Виступи на Чемпіонатах Європи
| Змагання                         | Збірна    | Вагова категорія                 | Місце  |
| -------------------------------- | --------- | -------------------------------- | ------ |
| Чемпіонат Європи з боротьби 2021 | Туреччина | греко-римська боротьба, до 67 кг | Бронза |
| Чемпіонат Європи з боротьби 2022 | Туреччина | греко-римська боротьба, до 67 кг | Золото |
| Чемпіонат Європи з боротьби 2023 | Туреччина | греко-римська боротьба, до 67 кг | 5      |
| Чемпіонат Європи з боротьби 2024 | Туреччина | греко-римська боротьба, до 67 кг | Бронза |

### Виступи на Середземноморських іграх
| Змагання                    | Збірна    | Вагова категорія                 | Місце  |
| --------------------------- | --------- | -------------------------------- | ------ |
| Середземноморські ігри 2018 | Туреччина | греко-римська боротьба, до 67 кг | Бронза |
| Середземноморські ігри 2022 | Туреччина | греко-римська боротьба, до 67 кг | Золото |

### Виступи на Кубках світу
| Змагання                    | Збірна    | Вагова категорія | Місце |
| --------------------------- | --------- | ---------------- | ----- |
| Кубок світу з боротьби 2022 | Туреччина | команда          | 4     |

### Виступи на інших змаганнях
| Змагання                                                  | Збірна    | Вагова категорія                 | Місце  |
| --------------------------------------------------------- | --------- | -------------------------------- | ------ |
| Турнір Вехбі Емре і Гаміта Каплана 2015                   | Туреччина | греко-римська боротьба, до 66 кг | 32     |
| Турнір Вехбі Емре і Гаміта Каплана 2017                   | Туреччина | греко-римська боротьба, до 66 кг | 19     |
| Кубок Тахті 2018                                          | Туреччина | греко-римська боротьба, до 67 кг | 5      |
| Турнір Дана Колова — Николи Петрова 2018                  | Туреччина | греко-римська боротьба, до 67 кг | Золото |
| Турнір Вехбі Емре і Гаміта Каплана 2018                   | Туреччина | греко-римська боротьба, до 67 кг | Золото |
| Кубок Владислава Пітласинські 2018                        | Туреччина | греко-римська боротьба, до 67 кг | 8      |
| Меморіал Олега Караваєва 2019                             | Туреччина | греко-римська боротьба, до 67 кг | 7      |
| Меморіал Маттео Пелліконе 2021                            | Туреччина | греко-римська боротьба, до 67 кг | 5      |
| Кубок Владислава Пітласинські 2021                        | Туреччина | греко-римська боротьба, до 67 кг | Золото |
| Відкритий чемпіонат Загреба з боротьби 2022               | Туреччина | греко-римська боротьба, до 67 кг | Золото |
| Міжнародний турнір Любомира Івановича-Гедзи 2022          | Туреччина | греко-римська боротьба, до 67 кг | Бронза |
| Кубок Міжнародної федерації університетського спорту 2022 | Туреччина | греко-римська боротьба, до 72 кг | 5      |
| Відкритий чемпіонат Загреба з боротьби 2023               | Туреччина | греко-римська боротьба, до 67 кг | 25     |
| Меморіал Імре Поляка та Яноша Варги 2023                  | Туреччина | греко-римська боротьба, до 67 кг | 10     |
| Відкритий чемпіонат Загреба з боротьби 2024               | Туреччина | греко-римська боротьба, до 67 кг | 23     |

### Виступи на змаганнях молодших вікових груп
| Змагання                                       | Збірна    | Вагова категорія                 | Місце  |
| ---------------------------------------------- | --------- | -------------------------------- | ------ |
| Чемпіонат Європи з боротьби серед юніорів 2015 | Туреччина | греко-римська боротьба, до 60 кг | Золото |
| Чемпіонат Європи з боротьби серед юніорів 2016 | Туреччина | греко-римська боротьба, до 66 кг | 5      |
| Чемпіонат Європи з боротьби серед юніорів 2017 | Туреччина | греко-римська боротьба, до 66 кг | Бронза |
| Чемпіонат світу з боротьби серед юніорів 2017  | Туреччина | греко-римська боротьба, до 66 кг | 5      |
| Чемпіонат світу з боротьби серед молоді 2017   | Туреччина | греко-римська боротьба, до 66 кг | 7      |
| Чемпіонат світу з боротьби серед молоді 2018   | Туреччина | греко-римська боротьба, до 67 кг | 5      |